# Kazański Państwowy Uniwersytet Rolniczy
Kazański Państwowy Uniwersytet Rolniczy (ros. Казанский государственный аграрный университет – Казанский ГАУ, tat. Казан дәүләт аграр университеты) – uczelnia w Kazaniu.
Uniwersytet został założony 22 maja 1922 z połączenia Wydziału Rolniczego Instytutu Politechnicznego i Wydziału leśnego Uniwersytetu Kazańskiego. Nowa uczelnia została nazwana Kazańskim Instytutem Rolnictwa i Leśnictwa.
Status akademii nadano uczelni w 1995, status uniwersytetu – w 2006 (rozporządzenie Ministerstwa Rolnictwa Rosji z dnia 16 sierpnia 2006 r. nr 238).